# Acid hữu cơ
Acid hữu cơ là những hợp chất hữu cơ có tính acid. Các acid hữu cơ phổ biến nhất là các acid carboxylic. Các acid sulfonic, có chứa nhóm –SO2OH, là những acid tương đối mạnh hơn so với acid carboxylic. Alcohol, với –OH, có thể hoạt động như acid nhưng chúng thường rất yếu. Độ ổn định tương đối của base liên hợp của acid quyết định độ acid của nó.
Có một số nhóm chức có thể tạo ra tính acid yếu: hydroxyl (−OH), enol, phenol,...